# Rudi Hoffmann (football)
Rudolf Hoffmann dit Rudi (né le 11 février 1935 à Östringen en Bade-Wurtemberg et mort le 16 octobre 2020) est un footballeur international allemand, qui évoluait au poste de défenseur.

## Biographie

### Carrière en sélection
Avec l'équipe d'Allemagne, il dispute un match (pour aucun but inscrit) en 1955.
Il participe aux Jeux olympiques de 1956 puis à la Coupe du monde 1958.

## Retraite sportive
Rudolf Hoffmann retourne dans sa ville natale d'Östringen, dans le nord de la Bade, où il travaille comme employé de commerce pour une entreprise de l'industrie du plastique. Son jeune frère Theodor Hoffmann a joué en Bundesliga avec le VfB Stuttgart.